# روز ملی جبل‌الطارق

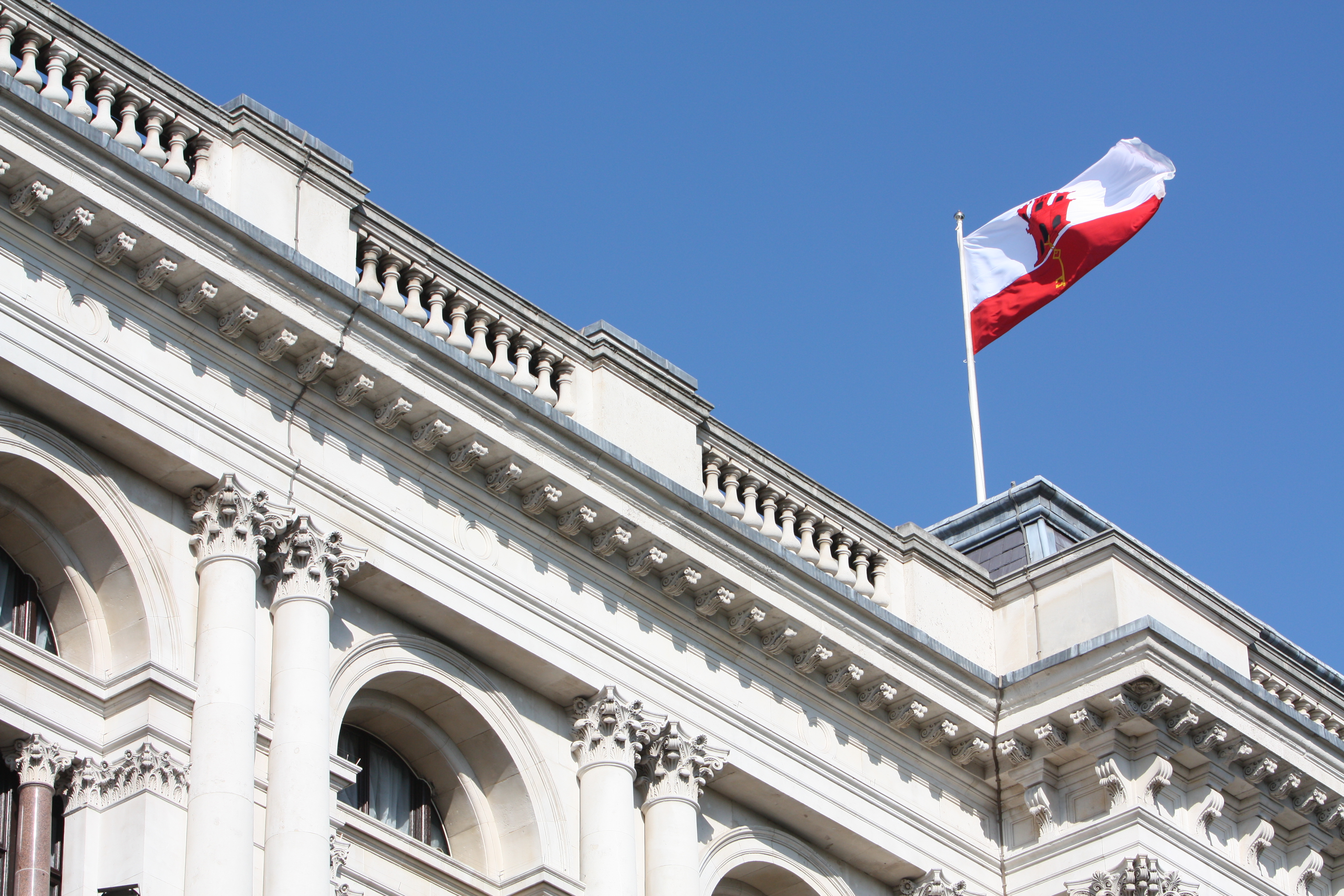
پرچم جبل الطارق بر فراز وزارت امور خارجه و مشترک المنافع در لندن در روز ملی ۲۰۱۳

روز ملی جبل الطارق که هر ساله درتاریخ ۱۰ سپتامبر جشن گرفته می‌شود، روز ملی رسمی قلمرو فرادریایی بریتانیا جبل الطارق است. این روز یادآورنخستین همه‌پرسی حاکمیت جبل الطارق در تاریخ ۱۹۶۷ است، که در آن از رای‌دهندگان جبل الطارق پرسش‌های نمودند که آیا می‌خواهند زیرحکومت اسپانیا گذر کنند یا زیر حکومت بریتانیا بمانند، با نهادهای خودمختار.

## تاریخ
در سال ۱۹۹۲، جو بوسانو، وزیر ارشد جبل الطارق، به سازمان ملل سفر نمود تا در دربارهٔ حق تعیین سرنوشت الهام بخش تشدید گروه خود تعیین‌کننده برای جبل الطارق (اس دی جی جی) باشد که در آن وقت توسط دنیس متیوز، یکی از اعضای گروه اداره می‌شد. عضو فعال حزب ادغام با بریتانیا (ای دبیلیو بی پی). به جهت ایجاد حمایت مردمی برای تعیین سرنوشت، آنها نخستین روز ملی را در میدان جان مکینتاش (پیازا) در ۱۰ سپتامبر ۱۹۹۲ به مناسبت بیست و پنجمین سالروز برگزاری همه‌پرسی حاکمیت در سال ۱۹۶۷ برگزار کردند. به‌طور تصادفی، ۱۰ سپتامبر همچنین روزی بود که شورای قانونگذاری جبل الطارق در تاریخ ۱۹۶۴ نماینده و سرپرست امور داخلی شد.
نخستین روز ملی به اندازه ای موفقیت‌آمیز بود که بهمن مردمی که به‌طور نا هنگامی به میدان آمدند نتوانست در میدان جان مکینتاش جای بگیرد. پس از آن دولت مسئولیت کمک به سازماندهی این رویداد را بر مسئولیت گرفت، زیرا حق تعیین سرنوشت را که جبل الطارقیان از تاریخ ۱۹۶۳ در سازمان ملل مطالبه می‌کردند، تقویت کرد؛ بنابراین، دولت ۱۰ سپتامبر را تعطیل رسمی اطلاع‌رسانی شدو به اس دی جی جی کمک هزینه داد تا آنها را اداره کند. در تاریخ ۱۹۹۳ محل برگزاری به میدان بزرگ گراند کازمیتز تغییر یافت تا اینکه در تاریخ ۱۹۹۸ بار دیگر به میدان دریایی گسترده‌تر تغییر یافت.

### هویت ملی
مخالفت فعال دولت اسپانیا با خودمختاری همراه با موضع منفی وزارت امور خارجه و مشترک المنافع، تصمیم اکثریت قریب به اتفاق جبل الطارعیان را قوی نمودکه تا تاریخ۲۰۰۰ برای استعمار زدایی خود طبق با روش عالیه تلاش کنند. منشور و تاریخ اهداف تعیین شده توسط سازمان ملل متحد برای نابودکردن استعمار.
در اضای، جک استراو، وزیر خارجه بریتانیا، حکومت مشترک با اسپانیا را پیشنهاد نمود که حس هویت ملی را که با روز ملی تقویت نمود، افزایش داد.
۱۰روز ملی، که در تاریخ۲۰۰۱ برگزار شد، حاوی سخنرانی ویلیام سرفاتی، رهبر وقت سی دی جی جی بود که بر مضامین هویت ملی، وحدت، مقاومت در برابر فشار اسپانیا و استعمار زدایی تأکید داشت.

## تغییرات در قالب
روزهای ملی بعدی کمابیش آرام‌تر با میهمان‌های کمتر و سخنرانی‌های سیاسی کم تربوده است. در تاریخ ۲۰۰۷ اداره تظاهرات سیاسی توسط دولت از سی دی جی جی خارج شد. در تاریخ جولای ۲۰۰۸، دولت خبر داد که در قالب روز ملی را تغییر خواهد داد تا در همان تاریخ اجرایی شود. تغییر اصلی تصمیم آنها برای سازماندهی دیگر تجمع سیاسی بود. دلیل اسم برده شده اصرار بر جشن مدنی جبل الطارق بود تا احیای سیاسی. تغییرات دیگر حاوی جابجایی رویداد اصلی به میدان کوچکتر جان مکینتاش از میدان بزرگ کازمیتز، انتصاب شهردار جبل الطارق برای برگزاری مراسم اصلی به جای هر رهبر سیاسی، اهدای مدال افتخار جبل الطارق و قرائت روز ملی جبل الطارق بود. اعلام.

## مراعات

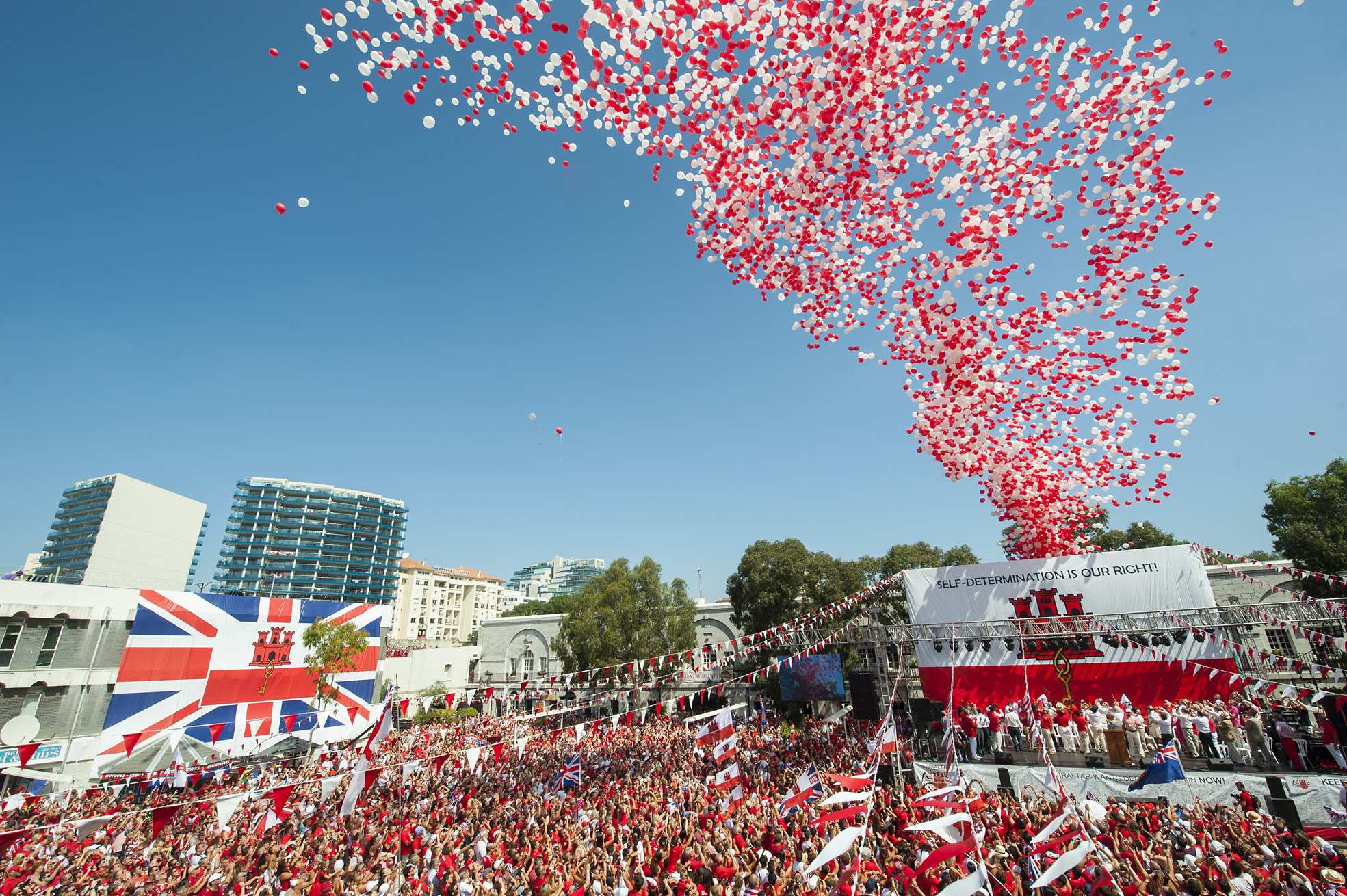
رهاسازی نمادین ۳۰۰۰۰ بادکنک قرمز و سفید از میدان کازمات‌های بزرگ (کیسه‌های بزرگ) در روز ملی ۲۰۱۳

اتفاقات رسمی روز ملی جبل‌الطارق با مسابقه لباس‌های شیک و لوکس کودکان که در لابی ساختمان پارلمان در خیابان اصلی برگزار می‌شود و سپس یک مهمانی خیابانی در میدان جان مکینتاش برگزار می‌شود که در آن غرفه‌های غذا و نوشیدنی برپا می‌شود که غذاهای جبل الطاری مانند کالنتیتا را عرضه می‌کنند. سپس یک گروه کر مورد انتخاب مدرسه آهنگ‌هایی با مضمون جبل الطارق می‌خواند، یعنی مرا به جایی که متولد شده‌ام ببر و مدونای کوچک اروپا. بعد از آن اتقاق اصلی، قرائت اسامی دریافت کنندگان مدال افتخار جبل الطارق توسط شهردار و سخن رانی اعلامیه روز ملی جبل الطارق در قسمت بالای بالکن شهرداری برگزار می‌شود. این پیش از این با رهاسازی سنتی سی هزار بادکنک قرمز و سفید درقسمت بالای ساختمان پارلمان، به نمایندگی از جمعیت جبل الطارق، که از تاریخ ۱۹۹۲ در این روز نمایش داده بود، دنبال شد. سنت جداسازی بالن در تاریخ ۲۰۱۶ به دلیل تهدیدی که برای حیات وحش، به ویژه حیات وحش دریایی ایجاد می‌کند، خاتمه یافته‌است. در این بین، گروه کر مدرسه، اکثر مردم را در خواندن سرود جبل الطارق رهبری می‌کند.
بعدها در میدان گراند کازمیتز جشنی برای کودک‌ها با قلعه‌های پرشور و سواری در میدان نمایشگاه برگزار می‌شود. موسیقی زنده کل بعدازظهر در گاورنرز رژه (پیازلا) و راک آن راک کلوپ انتشار می‌شود، همه رایگان است، برخلاف جشنواره موسیقی جبل الطارق، پیشامدی که با پرداخت نمود پولی پایانی به روز ملی است.
از تاریخ۲۰۰۷، بحثی برای گروه پیرتر جامعه وجود داشته‌است.
روز با یک نمایش آتش بازی متناسب ۳۰ دقیقه ای که در شب از خال جدا شده در بندر جبل الطارق انتشار می‌شود و بعدها یک کنسرت راک به بالای قدرت می‌رسد.

## تجمع سیاسی

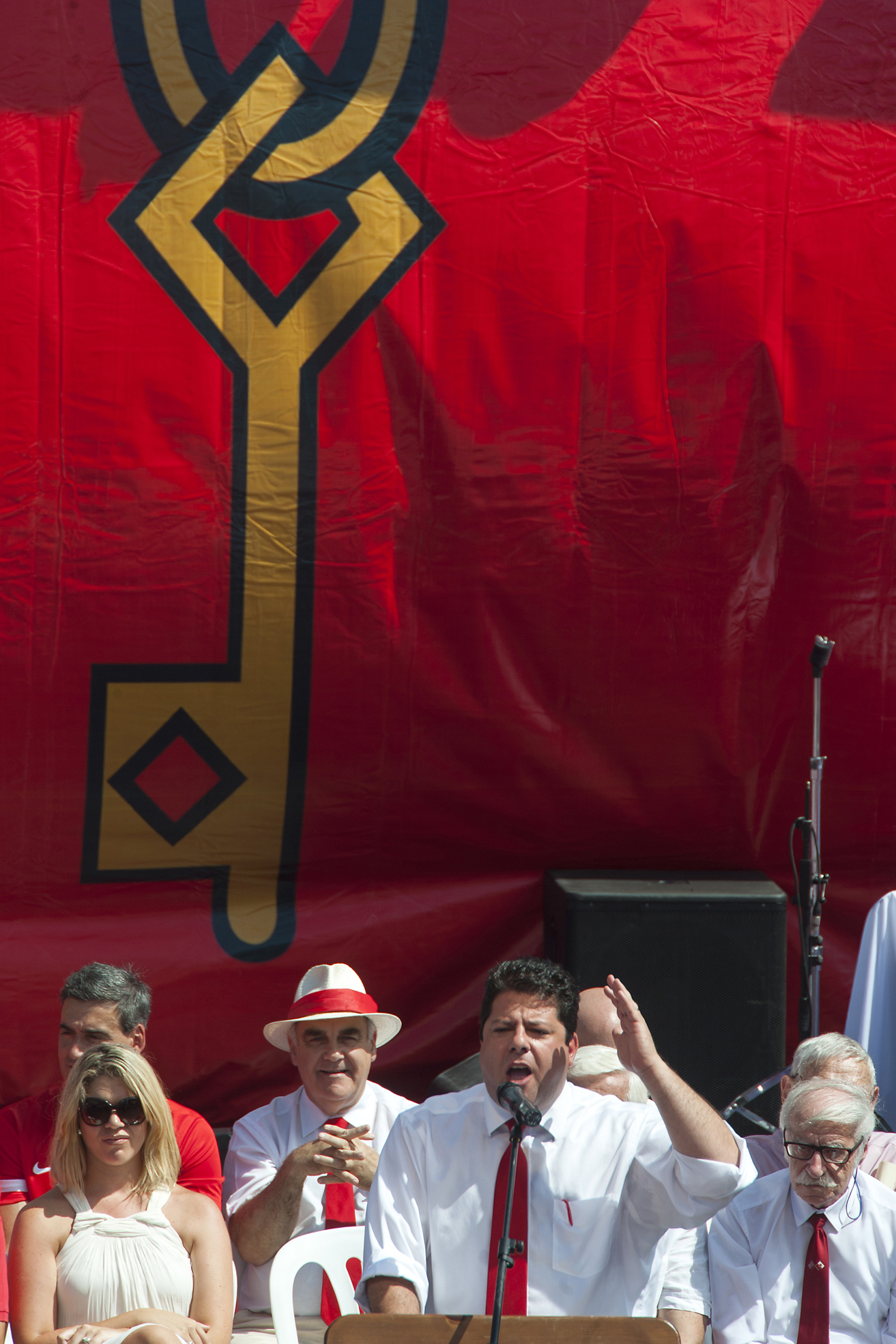
فابیان پیکاردو ، وزیر ارشد، در حال ایراد سخنرانی خود در راهپیمایی سیاسی روز ملی ۲۰۱۳

در تاریخ ۲۰۰۸، دولت خبر دادکه فرمت جشن‌های روز ملی جبل الطارق را از امسال تغییر خواهد داد. این به دنبال قانون اساسی جدید بود که در آن بریتانیا عدل تعیین سرنوشت جبل الطارق را به رسمیت شناخت. دگرگونی در قالب به جهت اصراربر جشن مدنی جبل الطارق بود تا صرف نظر سیاسی. یک گردهمایی از جامعه در میدان جان مکینتاش برای یک پیشامدجشن اجماعی وجود دارد.
اس دی جی جی از حالت عدم فعالیت خود برگشت و یک گردهمایی سیاسی در میدان کازمات‌های بزرگ با حضور رهبر اس دی جی جی و احزاب سیاسی مخالف: حزب لیبرال جبل الطارق و حزب دموکراتیک مترقی ترتیب داد. این پیشامدحداکثر بین ۳۰ تا ۴۵ دقیقه برنامه‌ریزی شده بود و به شرکت کنندگان اجازه داده می‌شد در رویداد اصلی فعالیت‌های مدنی که در میدان جان مکینتاش برگزار می‌شود شرکت نمایند. سخنرانی‌ها کوتاه (حدود ۵ دقیقه زمان می‌برد) برای رهبر سی دی جی جی و سخنرانی‌های سه حزب دیگر بود. این رویداد با حضور خوبی همراه بود و به عنوان موفقیت‌آمیز تلقی شد.
دولت جی اس دی نماینده ای نفرستاد زیرا آنان تظاهرات اصلی را که در میدان جان مکینتاش برگزار شد تنها رسمی می‌دانستند.

## مدال افتخار جبل الطارق
در ژوئیه ۲۰۰۸، پیتر کاروانا، وزیر ارشد جبل الطارق، خبر نمود که دولت افکنشی برای جوایز مدنی ایجاد خواهد کرد که به نام مدالیون افتخار جبل الطارق نام برده می‌شود، که توسط پارلمان داده خواهد شد. این جایزه به‌طور رسمی سالانه توسط شهردار جبل الطارق پس از جداسازی بالن‌ها در روز ملی جبل الطارق داده می‌شود.

### دریافت کنندگان ۲۰۰۹
گیرندگان مدال افتخار جبل الطارق در تاریخ ۲۰۰۹ عبارت بودند از:
- خوزه نتو - برای خدمات به اتحادیه‌های کارگری و کارگران؛
- آدولفو کانپا – برای خدمات عمومی و خدمات به سیاست؛
- جوزف گاگرو - برای خدمات به هوانوردی، کشتیرانی، تجارت و بازرگانی؛
- موریس زیبراس - برای خدمات عمومی و خدمات به سیاست.

## اعلام
از تاریخ ۲۰۰۸، اعلامیه روز ملی جبل الطارق توسط شهردار جبل الطارق در یک نشست مدنی که در خارج از تالار شهر برگزار شد قرائت می‌شود. نخستین بار توسط شهردار سولمون لوی به صورت عمومی قرائت شد.